# Saint-Romain-le-Noble
 Saint-Romain-le-Noble  là một xã của tỉnh Lot-et-Garonne, thuộc vùng Nouvelle-Aquitaine, tây nam nước Pháp.